# 히리 모투
히리 모투(Hiri Motu)는 영어, 톡 피신과 함께 파푸아뉴기니의 공용어 중 하나이다.
히리 모투는 모투어를 기반으로 한 피진으로, 모투어로부터 많은 어휘를 빌려왔으나 음운 및 문법상의 차이가 커 히리 모투와 모투어 사이의 상호 이해도는 낮다.
히리 모투는 오스트로네시아 방언과 파푸아 방언이 있는데, 표준으로 간주되는 것은 파푸아 방언이다.

## 음운

### 닿소리
|        |        | 입술소리 | 혀끝소리 | 경구개음 | 연구개음 | 성문음 |
| ------ | ------ | -------- | -------- | -------- | -------- | ------ |
| 파열음 | 파열음 | p, b     | t, d     |          | k, ɡ     |        |
| 마찰음 | 마찰음 | f        | z        |          |          | h      |
| 비음   | 비음   | m        | n        |          | ŋ        |        |
| 유음   | 설측음 |          | l        |          |          |        |
| 유음   | R음    |          | r        |          |          |        |
| 반모음 | 반모음 | w        |          | j        |          |        |

- /t, d, l/은 치음 또는 치경음으로 소리가 날 수 있으나, /n/은 항상 치경음으로만 소리가 난다.
- /r/은 많은 방언에서 치경 탄음으로 소리 난다.

### 홀소리
|        | 전설 | 후설 |
| ------ | ---- | ---- |
| 고모음 | i    | u    |
| 중모음 | ɛ    | ɔ    |
| 저모음 | a    | a    |

- 이중모음으로는 /ai, au, ɔi/가 있다.